# My Super Ex-Girlfriend
My Super Ex-Girlfriend (Brasil: Minha Super Ex-Namorada / Portugal: A Minha Super Ex) é um filme de comédia romântica de super-herói dos Estados Unidos de 2006, realizado por Ivan Reitman e estrelado por Uma Thurman, Luke Wilson, Anna Faris, Eddie Izzard, Rainn Wilson e Wanda Sykes.

## Resumo
Jenny Johnson (Uma Thurman) é uma mulher aparentemente normal, mas que possui extraordinários superpoderes e age como super-heroína (G-Girl).
Ela começa por namorar com Matt Saunders (Luke Wilson), que inicialmente não sabe do seu segredo de dupla identidade. Após saber que Jenny é a G-Girl, Matt acredita que é o homem mais feliz do mundo, mas as atitudes exóticas da namorada acabam sempre por atrapalhar os seus encontros.
Matt decide acabar com o namoro, mas depressa descobre que uma ex-namorada com sede de vingança e com superpoderes pode ser bastante perigosa.

## Elenco
- Luke Wilson como Matthew "Matt" Saunders, o protagonista. Ele começa a namorar Jenny depois de capturar um ladrão que pegou sua bolsa, mas, finalmente, rompe-se com ela devido ao seu controle e comportamento exigente. Ele também descobre que Jenny na verdade é G-Girl.
- Uma Thurman como Jenny Johnson / G-Girl
- Anna Faris como Hannah Lewis, colega de trabalho de Matt que é secretamente apaixonada por ele. Ela acaba ganhando superpoderes devido ao contato com o mesmo meteorito que deu Jenny seus poderes.
- Eddie Izzard como Barry Edward Lambert / Professor Bedlam, ex-namorado e arqui-inimigo e o antagonista principal de G-Girl. Ele reconcilia com Jenny e se aposenta da vilania no final.
- Rainn Wilson como Vaughn Haige, melhor amigo de Matt e louco por sexo
- Wanda Sykes como Carla Dunkirk, chefe de Matt e Hannah
- Stelio Savante como Leo
- Mike Iorio cono Lenny
- Mark Consuelos como Steve
- Tara L. Thompson como Jovem Jenny Johnson
- Kevin Townley como Jovem Barry Lambert
- Tom Henry como o cara no elenco vermelho
- Margaret Anne Florence como a barman

## Produção
Escritor Don Payne concebeu a ideia de seu primeiro filme, enquanto trabalhava na série de televisão Os Simpsons, dizendo que, como fã de quadrinhos, a ideia de uma comédia romântica com um toque super-herói foi "uma primeira característica de ajuste". O roteiro de especulação (na época chamado de Super Ex) atraiu a atenção da produtora Regency Enterprises e diretor Ivan Reitman, o filme foi acelerado para a produção. As filmagens ocorreram durante quatro semanas em Nova York e contou com Port Chester High School de ensino superior de Westchester de cenas do ensino médio dos personagens principais.

## Lançamento e recepção
My Super Ex-Girlfriend estreou nos Estados Unidos e no Canadá em 21 de julho de 2006, em 2,702 cinemas. Em sua semana de estreia, o filme arrecadou 8603460 dólares e 7º lugar na bilheteria americana e canadense. O filme começou a arrecadar 22530295 dólares nos Estados Unidos e Canadá e 38454511 dólares em outros territórios para um bruto mundial de 60984606.
No Brasil, teve 41.782 ingressos.
O filme recebeu críticas mistas dos críticos. Revisão do site Rotten Tomatoes lhe dá uma pontuação de 40% com base em 126 opiniões. No Metacritic, que teve uma pontuação média de 50%, com base em 28 comentários. Michael Medved gostou do filme, dando-lhe dois e um meia estrelas (de quatro) e dizendo que Thurman deu "um de seus melhores desempenhos de sempre."

## Home media
O filme foi lançado em DVD em 19 de dezembro de 2006, com apresentações em fullscreen e widescreen anamórfico, juntamente com Inglês Dolby Digital 5.1 Surround faixas. As características especiais incluem cenas deletadas, por trás das cenas, e "No Sleep 2 Nite" vídeo da música por Molly McQueen.

## Prêmios e indicações
- Indicado ao MTV Movie Awards de Melhor Luta (Uma Thurman contra Anna Faris)